# Drone (Band)
Drone ist eine deutsche Metal-Band aus Celle.

## Bandgeschichte

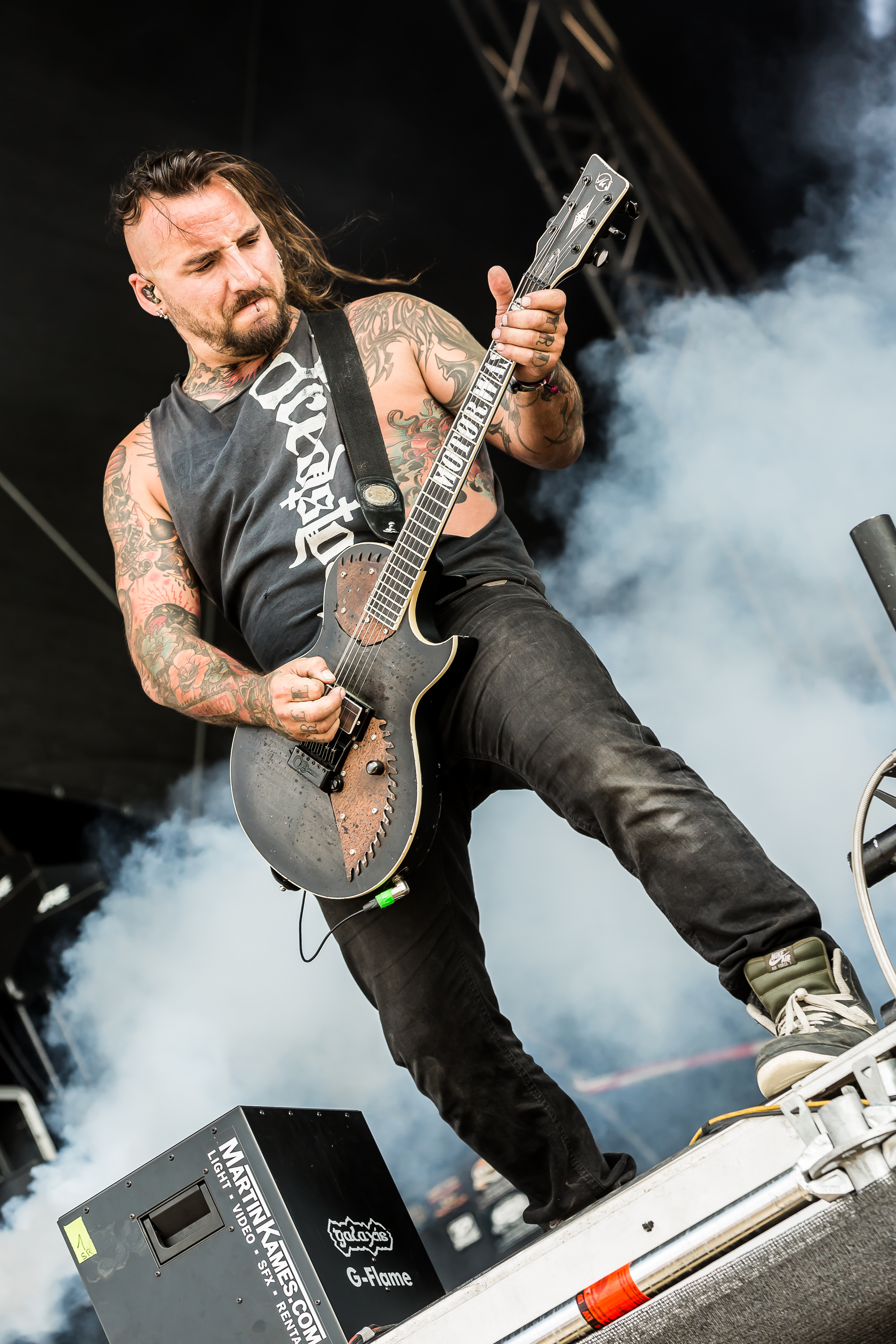
Mutz Hempel auf dem Rockharz 2018 in Ballenstedt

Drone wurde im Jahr 2004 in Celle gegründet. Im Januar 2006 wurde die Demo-EP Octane veröffentlicht. Im selben Jahr gewannen sie den „Wacken Metal Battle 2006“ des Wacken Open Air. Außerdem erreichten sie die westdeutsche Endausscheidung des Emergenza 2006. Drone war Vorband von Die Apokalyptischen Reiter und Korpiklaani. Im Februar 2007 erschien das Debütalbum Head-on Collision bei Armageddon Records. Im Oktober 2007 gingen Drone mit den finnischen Bands Norther und Amoral auf eine dreiwöchige Europatour. Im März 2009 erschien ihr Album Juggernaut. Die offizielle CD-Veröffentlichung hat am 25. April 2009 in der CD-Kaserne in Celle stattgefunden. Anfang April 2009 gingen sie mit Ektomorf, Debauchery und Aggressive Fear auf Deutschlandtour. Sie waren weiterhin auf Tour mit Overkill und Pro-Pain. Im Mai 2015 spielte die Band eine umfangreiche Europatournee mit Arch Enemy und Unearth.

## Musikstil
Drone spielen eine Mischung aus Thrash Metal, Groove Metal, Death Metal und Metalcore. Als Vorbilder gelten Fear Factory, Machine Head und Pantera. Die Band selbst bezeichnet ihre Musik als „101% Sexmetal“.

## Diskografie

### Alben
- 2007: Head-on Collision
- 2009: Juggernaut
- 2012: For Torch and Crown
- 2014: Drone

### EP
- 2006: Octane

### DVDs
- 2015: Hammered, Live and Boozed